# Roland Niczuly
Roland Csaba Niczuly (Târgu Secuiesc, 21 settembre 1995) è un calciatore rumeno, portiere del Sepsi.

## Biografia
È di etnia magiara. Nel 2022 ha dichiarato di essere pronto a vestire la maglia dell'Ungheria nel caso in cui non riceva la convocazione della nazionale rumena.
Ha un fratello minore, Rajmond, portiere delle giovanili del Sepsi Sfântu Gheorghe.
Il 17 novembre 2019 ha sposato la moglie Tania Alexia, con cui ha un figlio.

## Caratteristiche tecniche
È un portiere mancino.

## Carriera

### Club

#### Giovanili
Cresce nei settori giovanili di KSE Târgu Secuiesc e FC Brașov.
Nel 2010 passa all'Universitatea Cluj, con cui nel 2012 vince il campionato nazionale rumeno under-17 in finale contro il Liberty Oradea. Due anni dopo raggiunge nuovamente la finale del torneo under-19, dove la squadra transilvana viene sconfitta dal Viitorul Costanza.

#### Prime esperienze in Liga II
Viene convocato per la prima volta in prima squadra nel marzo 2014 e siede in panchina nella partita di Liga II contro il Concordia Chiajna.
Nella stagione 2014-2015 è mandato in prestito all'Unirea Tărlungeni in Liga II, dove colleziona 26 presenze.
Rientrato all'U Cluj nella stagione successiva, ne diventa titolare. Gioca il primo match per la formazione bianconera il 29 agosto 2015, nella vittoria per 1-0 sul Chindia Târgoviște.

#### Sepsi OSK
Nel 2016 firma per il Sepsi OSK Sfântu Gheorghe, con cui ottiene la promozione in Liga I dopo una stagione. Debutta in massima serie il 16 luglio 2017 nella partita persa per 1-0 contro l'Astra Giurgiu.
Difende i pali della squadra in Liga I per gli anni successivi e nel novembre 2021 prolunga fino al 2025 il contratto che lo lega alla compagine di Sfântu Gheorghe.
Grazie alla vittoria nello spareggio contro il Viitorul Costanza ottenuta nella stagione 2020-2021, gioca per la prima volta nelle coppe europee il 22 luglio 2021, al secondo turno di qualificazione dell'UEFA Europa Conference League, nella sfida pareggiata per 0-0 in trasferta contro lo Spartak Trnava.
Scende in campo nelle finali di Coppa di Romania del 2020 (persa contro il FCSB) e del 2022 (vinta contro il Voluntari), conquistando il primo trofeo nazionale del Sepsi nella sua storia. All'inizio della stagione successiva vince anche la Supercupa României 2022 ai danni del CFR Cluj.
In seguito alla cessione di Bogdan Mitrea, nella stagione 2022-2023 diventa capitano del Sepsi. Nello stesso anno vince la seconda Coppa di Romania consecutiva. In finale, conclusasi ai tiri dal dischetto contro l'Universitatea Cluj, para tre rigori.

### Nazionale
Nel 2013 veste la maglia della Romania U-18 al torneo "Roma Caput Mundi", vinto dalla selezione rumena in finale contro la nazionale dilettanti dell'Italia.
Tra il 2014 e il 2015 riceve diverse convocazioni per la nazionale U-21, senza scendere in campo.

## Statistiche

### Presenze e reti nei club
Statistiche aggiornate al 4 giugno 2023.
| Stagione        | Squadra           | Campionato      | Campionato | Campionato | Coppe nazionali | Coppe nazionali | Coppe nazionali | Coppe continentali | Coppe continentali | Coppe continentali | Altre coppe | Altre coppe | Altre coppe | Totale | Totale |
| Stagione        | Squadra           | Comp            | Pres       | Reti       | Comp            | Pres            | Reti            | Comp               | Pres               | Reti               | Comp        | Pres        | Reti        | Pres   | Reti   |
| --------------- | ----------------- | --------------- | ---------- | ---------- | --------------- | --------------- | --------------- | ------------------ | ------------------ | ------------------ | ----------- | ----------- | ----------- | ------ | ------ |
| 2014-2015       | Unirea Tărlungeni | L2              | 19+7       | -16+-15    | CR              | 0               | 0               | -                  | -                  | -                  | -           | -           | -           | 26     | -31    |
| 2015-2016       | U Cluj            | L2              | 15         | -9         | CR              | 2               | -2              | -                  | -                  | -                  | -           | -           | -           | 17     | -11    |
| 2016-2017       | Sepsi             | L2              | 30         | -25        | CR              | 1               | -1              | -                  | -                  | -                  | -           | -           | -           | 31     | -26    |
| 2017-2018       | Sepsi             | L1              | 9+12       | -15+-11    | CR              | 1               | -2              | -                  | -                  | -                  | -           | -           | -           | 22     | -28    |
| 2018-2019       | Sepsi             | L1              | 18+6       | -19+-10    | CR              | 0               | 0               | -                  | -                  | -                  | -           | -           | -           | 24     | -29    |
| 2019-2020       | Sepsi             | L1              | 16+13      | -16+-17    | CR              | 5               | -5              | -                  | -                  | -                  | -           | -           | -           | 34     | -38    |
| 2020-2021       | Sepsi             | L1              | 22+9       | -17+-8     | CR              | 1               | -1              | -                  | -                  | -                  | -           | -           | -           | 32     | -26    |
| 2021-2022       | Sepsi             | L1              | 28+7       | -26+-3     | CR              | 6               | -3              | UECL               | 2                  | -1                 | -           | -           | -           | 43     | -33    |
| 2022-2023       | Sepsi             | L1              | 27+8       | -26+-12    | CR              | 4               | -1              | UECL               | 4                  | -9                 | SR          | 1           | -1          | 43     | -49    |
| Totale Sepsi    | Totale Sepsi      | Totale Sepsi    | 150+55     | -144+-61   |                 | 18              | -13             |                    | 6                  | -10                |             | 1           | -1          | 229    | -229   |
| Totale carriera | Totale carriera   | Totale carriera | 184+62     | -169+-76   |                 | 20              | -15             |                    | 6                  | -10                |             | 1           | -1          | 273    | -271   |

## Palmarès

### Club

#### Competizioni nazionali
- Coppa di Romania: 2

Sepsi: 2021-2022, 2022-2023
- Supercoppa di Romania: 2

Sepsi: 2022, 2023